# Skandynawistyka

Kraje skandynawskie

Skandynawistyka – nauka zajmująca się badaniem kultury, historii, literatury i dziejów narodów skandynawskich.
Kierunek ten obejmuje naukę w takich dziedzinach, jak filologia szwedzka, norweska czy duńska.
W Polsce studia skandynawistyczne istnieją na Uniwersytecie Adama Mickiewicza w Poznaniu (Katedra Skandynawistyki Uniwersytetu im. Adama Mickiewicza w Poznaniu), Uniwersytecie Gdańskim, Uniwersytecie SWPS w Warszawie, Uniwersytecie Szczecińskim i w Krakowie w Wyższej Szkole Europejskiej im. ks. Józefa Tischnera. Na innych uczelniach można studiować również poszczególne filologie skandynawskie – np. filologię szwedzką na Uniwersytecie Jagiellońskim w Krakowie.